# 스카일라 스테커
스카일라 스테커(Skylar Stecker, 2002년 11월 24일 ~ )는 미국의 가수이다.

## 음반 목록

### 정규 앨범
- This Is Me (2015)

### EP
- Firecracker (2015)